# Юшкевич, Константин Евгеньевич
Константин Евгеньевич Юшкевич (род. 14 сентября 1969 года, Свердловск, СССР) — советский и российский актёр театра и кино, сценарист, кинопродюсер, мастер дубляжа. Получил известность благодаря ролям в фильмах «Дикари», «Упражнения в прекрасном», «Рассказы», «Игра в правду», и двух сериалах: «Склифосовский», «Балабол».

## Биография
Родился в семье инженеров. Учился в гимназии № 116 города Свердловска. В детстве занимался в Театре миниатюр при Дворце пионеров, участвовал в КВН. Планировал стать военным, поступив в Челябинское танковое училище либо в десантное в Рязани, однако в 1986 году поступил в Свердловское театральное училище. Военную службу проходил в инженерно-сапёрных войсках.
В 1991 году окончил театральное училище. В 1992 году переехал в Москву. Был зачислен на второй курс ГИТИСа, на курс М. А. Захарова. Окончил в 1996 году. С 1996 по 2003 год служил в Ленкоме.
В конце 2010-х годов стал участвовать в спектаклях «Ladies Night. Только для женщин» компании «Независимый театральный проект» и «Загнанных лошадей пристреливают, не правда ли?» (в роли Марио). В театре имени Моссовета задействован в постановках «Ревизор» (Осип) и «Упражнения в прекрасном» (Василий).
Снимается в кино и телесериалах.

## Личная жизнь
Женат на однокурснице Ольге Юрьевне Юшкевич (актриса концертного объединения по работе с детьми и юношеством Москонцерт).
Дочери — Евдокия (род. 2000) и Екатерина (род. 2004).

## Творчество

### Театральные работы
Театр «Ленком»
- «Жестокие игры», А. Арбузов — Кай
- «Мудрец», А. Островский — Голутвин
- «Укрощение укротителей», Дж. Флетчер — Софокл
- «Мистификация», Н. Гоголь — зять Мижуев

Театр «Ателье» («Независимый театральный проект»)
- 2002 — «Рикошет»[8] по пьесе Э. Тейлора «Убийство по ошибке» — инспектор Эган
- 2002 — «Трактирщица»[9] по пьесе К. Гольдони — Фабрицио
- 2002 — «Ladies' night. Только для женщин»[10] по пьесе Энтони Маккартена, Стефана Синклера и Жака Коллара — Грехем
- 2003 — «Белоснежка и другие»[11] — гном / ниндзя
- 2005 — «Жестокие танцы»[12] Танцевальный марафон по мотивам романа Хораса Маккоя «Загнанных лошадей пристреливают, не правда ли?» — Марио
- 2007 — «Игра в правду»[13] Филипп Лелюш — Гена
- 2014 — «История любви»[14] по пьесе Ж. Сиблейрас — Стефан
- 2016 — «Имя»[15] по пьесе М. Делапорт, А. де Ла Пательер — Андрей
- 2018 — «Ladies' night. Только для женщин»[10] по пьесе Энтони Маккартена, Стефана Синклера и Жака Коллара — Берни

Театр им. Моссовета
- «Ревизор», Н. Гоголь — Осип
- «Упражнения в прекрасном», В. Дерхо — Василий

Современный театр антрепризы
- «Валентинов день».

### Фильмография

#### Актёр
| Год          |     | Название                                     | Роль |
| ------------ | --- | -------------------------------------------- | --- |
| 1990         | ф   | Сафари 6                                     | солдат |
| 1991         | ф   | Группа риска                                 | эпизод |
| 1995         | ф   | Прибытие поезда                              | эпизод |
| 1996         | ф   | Страницы театральной пародии                 | Имя персонажа не указано |
| 2000         | с   | Марш Турецкого. Лекарство для покойника      | Сергей Тимофеев, водитель и пилот Богачёва |
| 2000         | ф   | Русский бунт                                 | Максимыч |
| 2001         | с   | Мужская работа                               | капитан Миронов |
| 2003         | ф   | Гололёд                                      | любовник |
| 2003         | с   | На углу, у Патриарших 3                      | Козлов |
| 2005         | с   | Бальзаковский возраст, или Все мужики сво…-2 | Игорь, водитель и воздыхатель Аллы |
| 2005         | ф   | Горыныч и Виктория                           | Бергман |
| 2005         | с   | Девочка с севера                             | Коля, фотограф |
| 2005         | с   | Слепой 2                                     | майор Данилин |
| 2005         | с   | Люба, дети и завод…                          | Кирилл |
| 2006         | ф   | Дикари                                       | Валерчик, стоматолог |
| 2006         | с   | План «Б»                                     | Артём Копылов |
| 2006         | ф   | Седьмой день                                 | босс |
| 2006         | с   | Громовы (1 сезон)                            | Соколов, сотрудник оборонного объекта |
| 2006         | с   | Угон                                         | лётчик |
| 2007         | с   | Всегда говори «всегда» 4                     | Юрий Градов |
| 2007         | с   | Защита против                                | Сергей Мирский |
| 2007         | ф   | Мороз по коже                                | Вася |
| 2007         | ф   | Оля + Коля                                   | Вячеслав Михайлович Бегунов, отец Насти |
| 2007         | с   | Платина                                      | Полоцкий |
| 2007         | ф   | Прекрасная Елена                             | Игорь, начальник отдела безопасности галереи |
| 2007         | ф   | Так бывает                                   | Алексей, муж Киры |
| 2008         | с   | Защита                                       | Голун |
| 2008—2011    | с   | Ключи от счастья                             | Вадим Каманин |
| 2008         | с   | Паутина 2                                    | Дима |
| 2008         | с   | Кружева                                      | Михаил Николаевич Вершинин, руководитель собственной строительной фирмы, муж Светланы |
| 2008         | ф   | Уравнение со всеми известными                | Дмитрий Дмитриев (он же Дим Димыч), капитан милиции |
| 2009         | с   | Рыжая                                        | Владимир Суздалев, бизнесмен |
| 2009         | с   | Большая нефть                                | Василий Болото |
| 2009         | с   | Подарок судьбы                               | Сергей Синицын |
| 2010         | с   | Адвокатессы                                  | Евгений Першин, олигарх, поклонник Романовой |
| 2010         | с   | Была любовь                                  | Вадим Коренев |
| 2010         | с   | Девятый отдел                                | Юрий Петрович Чесноков, участковый |
| 2010         | с   | Телохранитель 3                              | Влад |
| 2011         | ф   | Любовь и немного перца                       | Аркадий |
| 2011         | с   | Наследница                                   | Антон Михайлович Севидов |
| 2011         | ф   | Упражнения в прекрасном                      | Василий |
| 2011         | с   | Ключи от счастья                             | Вадим Каманин |
| 2011         | кор | GQ                                           | Имя персонажа не указано |
| 2012         | с   | Кто, если не я?                              | Виктор Петрович Калганов, прокурор |
| 2012         | с   | Не женская игра                              | Ерохин, майор полиции |
| 2012         | ф   | Рассказы                                     | Макс, главный редактор издательства |
| 2012 — н. в. | с   | Склифосовский                                | Сергей Анатольевич Куликов (с 1-го сезона) с 12-й серии — хирург-травматолог в отделении неотложной хирургии, бывший муж Ларисы Куликовой, бывший возлюбленный Лады Ермиловой, бывший возлюбленный Анны Ханиной, бывший муж Ольги Дмитриевой (Куликовой). Отец Никиты Куликова. |
| 2012         | с   | Степные дети                                 | Игнат, инженер |
| 2013         | ф   | Дед 005                                      | Руслан Викторович Борисов, дипломат |
| 2013 — н. в. | с   | Балабол                                      | Александр Михайлович Балабин, капитан/майор полиции, старший инспектор уголовного розыска |
| 2013         | ф   | Игра в правду                                | Геннадий |
| 2013         | ф   | Кукловоды                                    | Олег Михайлович Чечкин |
| 2013         | ф   | Про жену, мечту и ещё одну…                  | Васин |
| 2014         | ф   | Кино про Алексеева                           | директор радиостанции |
| 2014         | ф   | Дачный романс                                | Борис |
| 2013         | с   | Неформат                                     | Борис Живов, бывший актёр, ныне — друг и агент Арсеньева |
| 2014         | ф   | Гена Бетон                                   | Челюсть |
| 2014         | с   | Сучья война                                  | Лобан |
| 2015         | ф   | Одной левой                                  | врач-невропатолог |
| 2015         | кор | Петух                                        | ВДВшник Глеб |
| 2015         | кор | Пока нет                                     | Имя персонажа не указано |
| 2015         | ф   | Развод по собственному желанию               | Сергей |
| 2015         | кор | Ценность                                     | шеф |
| 2016         | с   | Вышибала                                     | Игорь Владимирович Богатов, директор коллекторской фирмы «Финансовый посредник» |
| 2016         | ф   | Чистое искусство                             | Александр Фёдорович Волков, подполковник ФСБ |
| 2016—2018    | с   | Челночницы                                   | Михаил Андреевич Родионов, военный снабженец |
| 2016         | ф   | Девочка и дерево желаний                     | Имя персонажа не указано |
| 2017         | с   | Мама Лора                                    | Гоша (Георгий Андреевич Фролов) |
| 2016         | ф   | Короткие волны                               | директор радиостанции |
| 2018         | кор | Русское краткое. Киноальманах «Один»         | Имя персонажа не указано |
| 2019         | ф   | Любовницы                                    | Толя |
| 2019         | с   | #Dетки                                       | папа Али |
| 2019         | кор | Выходной                                     | Сергей |
| 2020         | с   | Шерлок в России                              | Фёдор Львович Бахметьев, профессор медицины |
| 2021         | с   | Инсомния                                     | Пётр Алексеевич |
| 2022         | ф   | Сказка о женской дружбе                      | Имя персонажа не указано |
| 2023         | с   | Секс. До и после                             | муж |
| 2024         | с   | Ткачёвы на связи                             | Евген |
| 2024         | с   | Папаши                                       | Саня Балабин |

#### Телеспектакли
- 2002 — Шут Балакирев

#### Сценарист
- 2011 — Упражнения в прекрасном
- 2012 — Игра в правду

#### Продюсер
- 2011 — Упражнения в прекрасном

### Номинации и награды
- 2011 — премия «Кинотавр» в категории «Лучшая мужская роль» за фильм «Упражнения в прекрасном»[17].